# Парижка комуна (1789-1794)
 Тази статия е за комуната по време на Френската революция.  За комуната от 1871 вижте Парижка комуна.  
Парижка Комуна по време на Френската революция се нарича общината, управлявала Париж от 1789 г. до 1794 година. Създадена в сградата на кметството (отел де Вил) веднага след превземането на Бастилията, тя се състои от 144 делегати, избрани от 48 района на града. Парижката община се вдига на въстание през лятото на 1792, когато по същество отказва да изпълнява заповедите на централното правителство на Франция. Тя не само изпълнява рутинните градски функции, но се прочува и с поощряването на крайни възгледи и действия сред гражданите и особено на т.нар. „септемврийски кланета“ на над 1000 свещеници и други затворници, както и на кампанията за дехристиянизиране на църквата и на народа. Тя загубва властта си през 1794 г. и съществува до 9 термидор (27 юли) 1794 година.

## Създаване
Комуната е създадена веднага след превземането на Бастилията в сградата на кметството (отел де Вил) като орган на градското управление. Тя се състои от 144 делегати, избрани от 48 секции на Париж, създадени от Учредителното събрание. Първоначално секциите са просто избирателни райони, но постепенно се превръщат в постоянни органи на властта с практически неограничени пълномощия. Секциите не само представляват общинската администрация, управляваща почти всичко, включително продоволствието, но стават ядра на парижкия политически живот.
Първият кмет е Жан Силвен Байи, астроном и член на Учредителното събрание. Той обаче взема решение да използва Националната гвардия начело с маркиз дьо Лафайет за разпръскване на разбунтуваното множество, събрало се на 17 юли 1791 г. на Марсово поле, което води до кръвопролитие, и през ноември 1791 г. бива заменен от Жером Петийон.
Основни поддръжници на комуната са санкюлотите, които представляват по-радикалните и антиаристократично настроени среди..
През 1792 г., общината е доминирана от онези якобинци, които не са членове на Законодателното събрание (поради забраната, приета от Учредителното събрание неговите членове да не могат да бъдат избирани в Законодателното събрание).

## Въстание на 10 август 1792 т.
След манифеста на херцога на Брауншвайг от 25 юли 1792 г. обстановката в Париж става все по-взривоопасна, подклаждана от външната опасност и недоверието към краля. Във всеки квартал са създадени комитети, които призовават към въстание. В Париж пристигат и многобройни федерати от провинцията, които изпращат искане в Националното събрание за наказване на предателите и отстраняване на правителството. В края на юли няколко секции обявяват, че не признават кралската власт и предупреждават, че ще организират шествие до Националното събрание на 5 август. Събранието обаче не може да отреагира адекватно в този кризисен момент. Кметът на Париж Жером Петийон прави опити да предотврати въстанието, като призовава Националното събрание да свали краля по законен начин, но безуспешно.
Първата стъпка на въстаниците е да премахнат Парижката комуна и да установят своя собствена общинска управа. В нощта на 9 август 1792 всички секции провеждат събрания за издигане на делегати за тази нова комуна, по трима от секция. В 23 ч. под звъна на камбаната на корделиерите тези нови делегати се събират в кметството и създават своята Въстаническа комуна:с. 122, ръководена от Жорж Дантон, Камий Демулен и Жак Ебер, която завзема кметството; на следващия ден бунтовниците щурмуват Тюйлери, където живее кралското семейство. В последвалата конституционна криза, разстроеното Национално събрание попада в силна зависимост от Комуната в упражняването на ефективната власт и продължаването на работата си като законодателен орган. Парижките секции вече разполагат с въоръжена сила и така всемогъщата Комуна издига искане за арест на кралското семейство и го затваря в Тампл. Съставен е списък с „врагове на революцията“, вратите на града са затворени, а на 28 август гражданите са подложени на обиски за укрито оръжие. До вечерта на 31 август всички затвори в Париж са препълнени, а на 2 септември, сред вълна от слухове и страхове, Комуната заповядва екзекуции – т.нар. „септемврийски кланета“, в които са убити повече от 1200 затворници (200 от тях – католически свещеници, отказали да положат клетва за вярност).
През септември 1792 г. Законодателното събрание е заменено от редовно избран Конвент, който съставя официално правителство и назначава министри. Членовете на Комуната обаче са настроени против министрите и жирондистите. Предложенията на жирондистите в Конвента против Комуната са отхвърлени и тя започва да играе значителна роля в политическия живот на Франция: изисква и постига учредяването на Революционен трибунал; даването на генерал Дюмурие под съд; арест на жирондисти; тя одобрява всички изключителни мерки по време на якобинската диктатура. Ненавиждайки католицизма, Комуната подкрепя култа към Върховното същество.
Комуната започва постепенно да губи влиянието си едва след като през април 1793 г. е създаден Комитет за обществено спасение като главен управляващ орган на Франция. Все пак тя играе главна роля в събитията при въстанието от 31 май - 2 юни 1793 г.
Извършването на Термидорианския преврат дава повод тя да бъде премахната.